# Drenova (Fiume)
Drenova Fiume városrésze Horvátországban, Tengermellék-Hegyvidék megyében.

## Fekvése
Fiume legészakibb városrésze a belvárostól északra található Drenova-fennsíkon fekszik. Nyugatról Škurinje, délről Škurinjska Draga, keletről Brašćine-Pulac és Pašac városrészek határolják. Északnyugatról Jelenje, északról Čavle községekkel határos. Itt található a város központi temetője. A városrész hatalmas zöld területekkel rendelkezik ezért „a város zöld tüdejének” is nevezik. Egykor két részből Gornja és Donja Drenováól állt.

## Története
A település az elmúlt három-négyszáz év folyamán alakult ki Podbreg, Macani, Klanjci, Kablari, Brdina és más kis szétszórt telepekből. A helyieket összefoglaló néven csak drevonaiaknak nevezték. A név az itt igen elterjedt somról (Cornus florida, horvátul „dren”) kapta a nevét. Drenova tulajdonképpen a mai Streljanétól Benčaniig terjedt és magában foglalta Lopače területét, valamint a Recsina völgyét egészen Grohovóig.
A település életében az egyik legjelentősebb év 1838, amikor Ivan Cvetko plébános létrehozta a plébániát és a gyerekeket maga köré gyűjtve írásra kezdte oktatni őket. 1844-ben elkezdődött az iskola építése, melyet 1852-ben fejeztek be és elkezdhette működését. 1872-ben Drenova önálló község lett, lakói pedig jogaikban és kötelezettségeikben egyenlők lettek a fiumei városi polgárokkal.
A település iskolájában tanult legjelentősebb személyiségek Ivo Grohovac-Riječanin író, újságíró és prof. Fran Franković pedagógus, az első horvát ábécéskönyv szerzője, a helyi olvasókör megalapítója.
Az 1908-ban alapított olvasókör tagjainak gyarapodása tette szükségessé a kultúrház felépítését, mely az I. világháború elején épült fel. Az 1924-es római egyezmény Drenovát megosztotta és létrehozta a két településrészt Donja és Gornja Drenovát. Donja Drenova Olaszországhoz, Gornja Drenova pedig Jugoszláviához került. Gornja Drenova, valamint hozzá tartozó Podbreg, Lopača és Grohovo a felosztás után templom, iskola és temető nélkül maradt. Mivel lakóit elválasztotta a határ addigi megélhetésüktől a fiumei üzemektől többségben munkanélküliek lettek. Ekkor az ugyancsak Jugoszlávia területén maradt Sušakhoz való csatolásukat kérték, végül hosszas tárgyalások után Gornja Drenovát Kastav városához csatolták. Iskolája 1924-ben kezdte meg működését Fran Franković házában. 1929-ben felépült a kultúrház a helyi kulturális és politikai élet központja. 1930-ban felépült az új iskolaépület és egészen a második világháborúig működött. 1943-ban a megszállók felgyújtották. A helyiek nagy számban csatlakoztak a nemzeti felszabadító mozgalomhoz. A megszállók elleni harcokban negyvenöt helyi lakos esett el. Drenova az 1970-es években vált Fiume városrészévé.

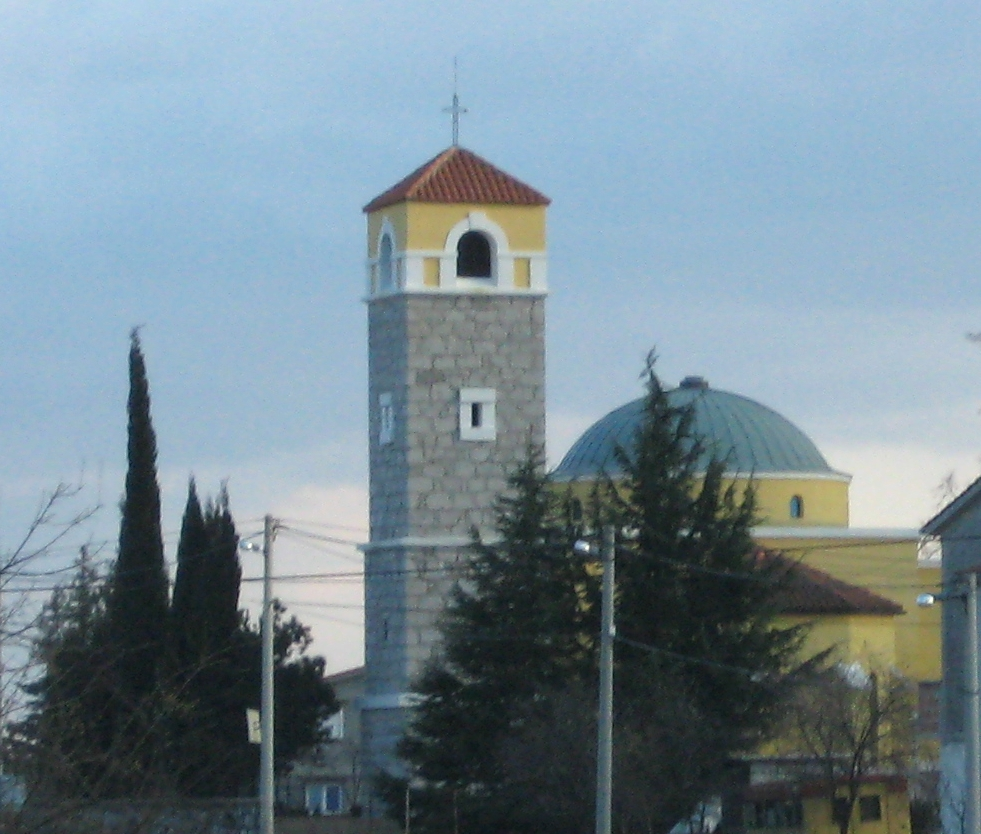
A Szent György plébániatemplom

## Nevezetességei
- A Mindenszentek kápolna a mai központi városi temető területén található, temetőkápolnaként használják. A kápolna már a 16. században állt. 1603-ban Catarina Koscich ötszáz lírát adományoz a kápolna javára. 1606-ban az aquileai pátriárka utasítja Giovanni Sandalichot, hogy ne avatkozzon a kápolna földügyeibe mert abban a fiumei főesperes az illetékes. Amikor 1847-ben felépítették a donja drenovai Kármelhegyi Boldogasszony templomot a kápolna használaton kívül kerülve romlásnak indult. 1970-ben az akkori plébános Gabrijel Bratina a kápolna felújítását kezdeményezte, amely 1977-ben meg is történt. 1984-ben a központi városi temető létesítése után temetőkápolna lett. Felújítva szépen illeszkedik a temető szerkezetébe.
- Donja Drenova Kármelhegyi Boldogasszony tiszteletére szentelt temploma 1847-ben épült. Az alapkövet május 10-én helyezték el és december 22-én a templomban már szentmisét tartottak. A templomot 1863. szeptember 24-én szentelte fel dr. Vjenceslav Šoić zengg-modrusi püspök. A templomot 2001 és 2006 között bővítették teljesen megújították. Ekkor épült hozzá a pasztorális központ, mellyel elnyerte mai végleges formáját.
- Gornja Drenova Szent György vértanú tiszteletére szentelt plébániatemplomát 1931-ben kezdték építeni. Építését az tette szükségessé, hogy az 1924-es római egyezmény értelmében Gornja Drenova, valamint hozzá tartozó Podbreg, Lopača és Grohovo templom, iskola és temető nélkül maradt. Még 1931-ben felépült a plébánia épülete. Az építési munkák a következő évben is intenzíven folytak, az építés azonban csak 1939-ben fejeződött be teljesen. Közben 1937. április 26-án a zengg-modrusi püspök Gornja Drenovát önálló plébániává nyilvánította. Az új plébániához Benaši, Brdo, Grohovo, Kablari, Lopača, Mugarić, Patersko és Podbreg falvak tartoztak. A templomot 1939. augusztus 6-án szentelték fel. Hosszúsága 16, szélessége 11 méter. A főoltár 1937-ben kőből készült, rajta Szent György domborművével.
- Veli vrh kápolnáját a második világháború idején az olasz hadsereg 18. hadosztályának katonái építették az 1941. április 6. és 17. között zajlott vértelen hadjárat emlékére, mely során azt a területet elfoglalták a Jugoszláv Királyságtól. A kápolna a városrész feletti 439 méter magas Veli vrh hegyen áll. A kápolnát a határőrök Szűz Máriája tiszteletére szentelték. A kápolna neoklasszicista stílusban kőtömbökből épült harangtorony nélkül. Bejárata felett a Szűzanya carrarai kőből faragott domborműve látható, felette az oromzaton 60 cm magas beton kereszt áll. A kápolna méretéhez képest feltűnően nagy bejárattal rendelkezik, melynek szélessége 3,45 méter, magassága 3,75 méter. A kápolna az olasz kapitulációig 1943. szeptember 8-ig volt használatban, attól fogva folyamatosan pusztult.Az 1990-es években spontán felújítás kezdődött, mely során új tetőszerkezetet és tetőt kapott. Falait újravakolták és színezték megújult a homlokzat és a padozat. A bejárathoz vasból hegesztett nagyméretű ajtó készült, mely kezdetben még nem volt üvegezve. A belső apszist Aleksandar Zvjagin orosz művész festette, míg a kő domborművet Zlatko Kutnjak akadémiai szobrászművész restaurálta.